# NGC 932
NGC 932  ist eine Spiralgalaxie vom Hubble-Typ Sa im Sternbild Aries am Nordsternhimmel. Sie ist schätzungsweise 186 Millionen Lichtjahre von der Milchstraße entfernt und hat einen Durchmesser von etwa 105.000 Lj.

Im selben Himmelsareal befinden sich u. a. die Galaxien NGC 924, NGC 935, NGC 938, IC 1797.
Das Objekt wurde von dem deutsch-britischen Astronomen Wilhelm Herschel am 29. November 1785 entdeckt.